# Arboreto y Jardín Botánico del Condado de Los Ángeles
El Arboreto y Jardín Botánico del Condado de Los Ángeles (en inglés: Los Angeles County Arboretum), es un arboreto, jardín botánico y lugar histórico de 147 acres (51.7 hectáreas) de extensión, en Arcadia, California, Estados Unidos. 
El arboreto y jardín botánico están dedicados a la enseñanza y está administrado por las sociedades « Los Angeles Arboretum Foundation » y « Los Angeles County Department of Parks and Recreation ».
El código de reconocimiento internacional del Los Angeles County Arboretum como institución botánica (en el Botanical Gardens Conservation International - BGCI), así como las siglas de su herbario es LASCA.

## Localización
El jardín botánico se ubica en un emplazamiento entre colinas cerca de San Gabriel Mountains. A lo largo de la calle que delimita el Santa Anita Park, el circuito de las carreras de caballos, y la gran superficie comercial de Santa Anita Fashion Park, actualmente conocida como Westfield Santa Anita.
Los Angeles County Arboretum and Botanic Garden 301 North Baldwin Avenue Arcadia, Los Angeles County, California 91006-2697 United States of America-Estados Unidos de América.
Planos y vistas satelitales.34°8′29.67″N 118°3′13.85″O / 34.1415750, -118.0538472
- Promedio Anual de Lluvias: 457 mm
- Altitud: 167.00 m s. n. m.

Es visitable en los días laborables previo pago de una tarifa de entrada.

## Historia

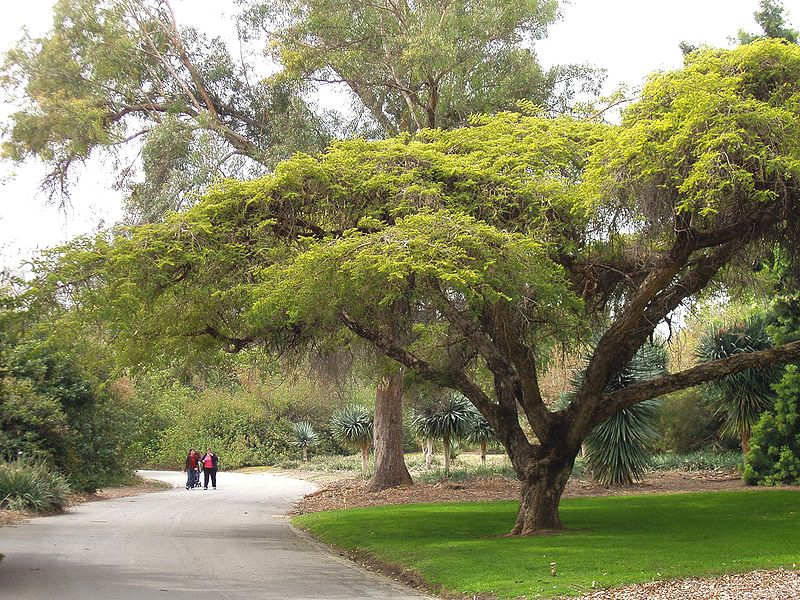
En la proximidad de la colección Australiana.

Esta zona era muy importante en la prehistoria como fuente de agua permanente a lo largo de todo el año, alimentada por Falla de Raymond, el agua de superficie conocida como lago Baldwin atrajo tanto a aves acuáticas, como a otros animales así como a los pobladores nativos de la zona. No ha sobrevivido ninguna documentación del aspecto original del humedal, no obstante es seguro asumir que habría sido el humedal natural con los tules y la otra vegetación así como charcas de agua persistentes. Se cree que era una zona de poblamiento permanente de los indígenas localizado en la loma próxima de "Tallac Knoll", pero a excepción de excavaciones en el sitio de "Hugo Reid Adobe", no se ha efectuado ningún trabajo arqueológico en el emplazamiento del arboreto actual. 
La gran proximidad a la misión próxima de San Gabriel pudo haber llevado a la localización de una pequeña vivienda estacional en el sitio para los pastores o los cazadores. Después de un periodo de conflicto, la tierra fue concedida a Hugo Reid (1809-1852) y su esposa de la cultura Tongva, Victoria Bartolomea Comicrabit. Reid era un escocés con estudios, conocido por una serie de cartas en las que describía la cultura de Tongva así como por su papel en la convención constitucional de California de 1849. Afligido con tuberculosis, murió a la edad de 43 años. Siguieron una serie de dueños de la finca, "Rancho Santa Anita".
En orden eran Henry Dalton, Joseph A. Rowe, Albert Dibblee en copropiedad con William Corbett y con Mr. Barker, Leonard Rose y William Wolfskill, Alfred Chapman con Harris Newmark hasta que finalmente la finca fuera vendida a Elias Jackson Baldwin. Con cada transición que comenzó con la venta a Rose y a Wolfskill , una porción del rancho fue vendida. Cada dueño en cierto modo caracteriza la historia de California meridional durante el período. La innovación agrícola es una característica que persistió aprovechándose del clima y las nuevas cosechas que hizo posibles así como un número cada vez mayor de consumidores y de nuevos mercados que se abrieron por las innovaciones del transporte. 
La historia moderna del lugar comenzó en 1875 en que Elias Jackson "Lucky" Baldwin compró Rancho Santa Anita y construyó sus edificios y remodeló los terrenos. La influencia de Baldwin fue una presencia fuerte en el sitio. Baldwin en cierto modo anticipó el desarrollo de Las Vegas al crear en Arcadia como una especie de centro turístico prototipo de destino. El "hotel Oakwood", la pista de carreras de caballos Santa Anita y la creación de Arcadia como una ciudad independiente permitió que Baldwin fuera su primer alcalde. 

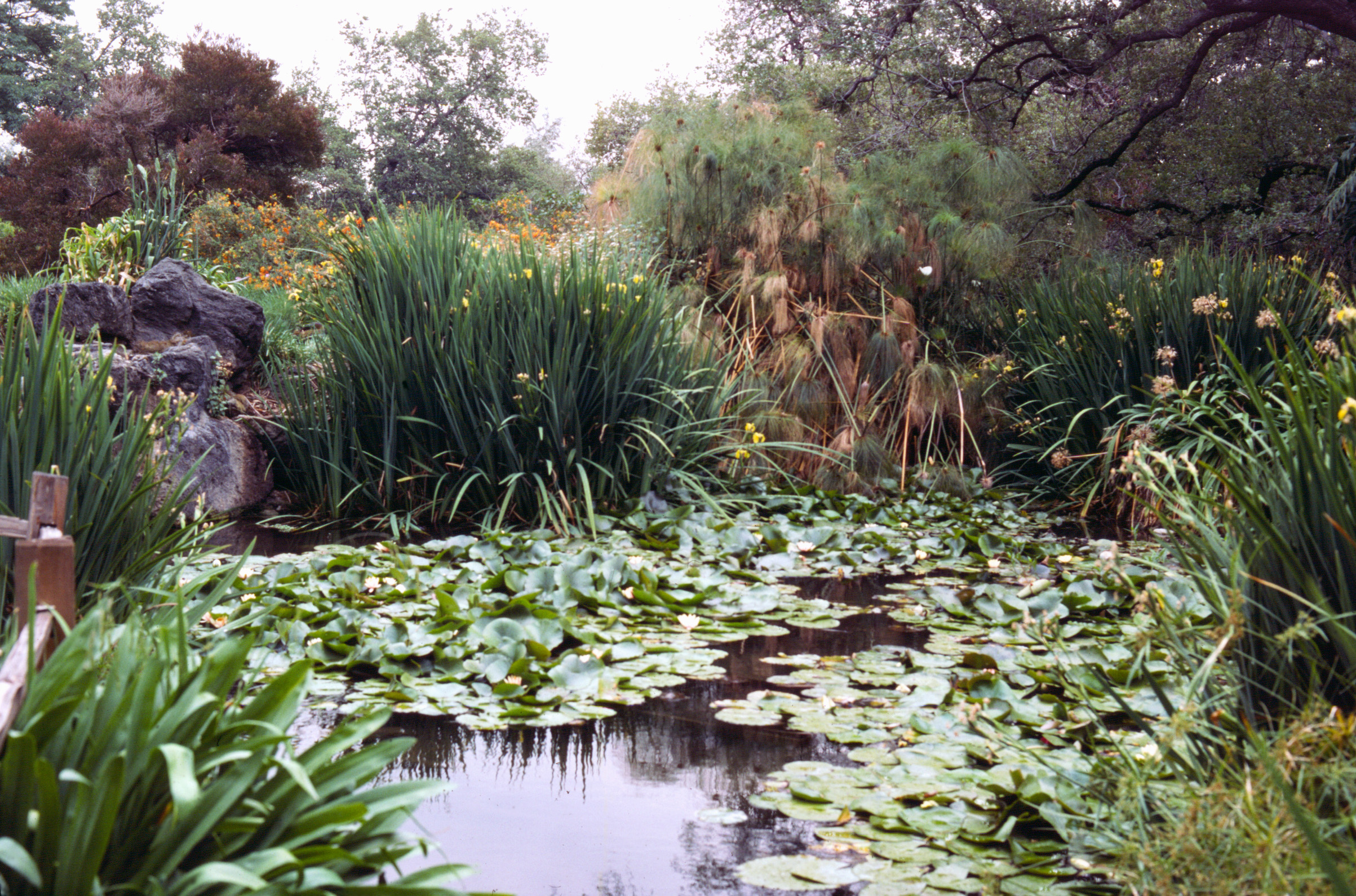
Vista de una charca.

La primera licencia de licor fue abjudicada a su hija mayor Clara Baldwin. Esto llega a ser más significativo cuando uno entiende que Pasadena que linda con Arcadia era un lugar de "ley seca" de su fundación en 1886. Una motivación importante para la incorporación que es la prohibición del licor en la ciudad. Aunque muchas ciudades en California meridional fueran secas, la viticultura comercial prosperó alrededor de la misión de San Gabriel desde los días de la misión. Baldwin comenzó una premiado bodega para suministrar a los sedientos turistas, vendió tierras a los colonos así como creó una compañía privada de aguas y una fábrica de ladrillos. Una sociedad con Henry Huntington y la "Santa Fe Railroad" aseguraba que los pasajeros podrían llegar por el ferrocarril desde Los Ángeles y desde otras localidades, así como traer las mercancías, tal como materiales para la construcción de edificios y dar salida a los productos del rancho para la venta. 
El arboreto comenzó su andadura en 1947 con California y Los Ángeles comprando en común 111 acres (44.9 has) para crear un arboreto alrededor del sitio de Baldwin. Antes de 1949, el primer invernadero había sido construido y las plantas existentes inventariadas. En 1951, fueron plantados los primeros 1000 árboles, y en 1956 el arboreto fue abierto al público. La construcción de susesivos jardines e invernaderos ocurrió durante la década de 1950 y la de los 60, y entre 1975 y 1976 fue abierto el invernadero tropical, el jardín prehistórico y la selva fueron concluidos. La construcción y la renovación de ambos invernaderos y jardines ha continuado hasta los días actuales.

## Los jardines

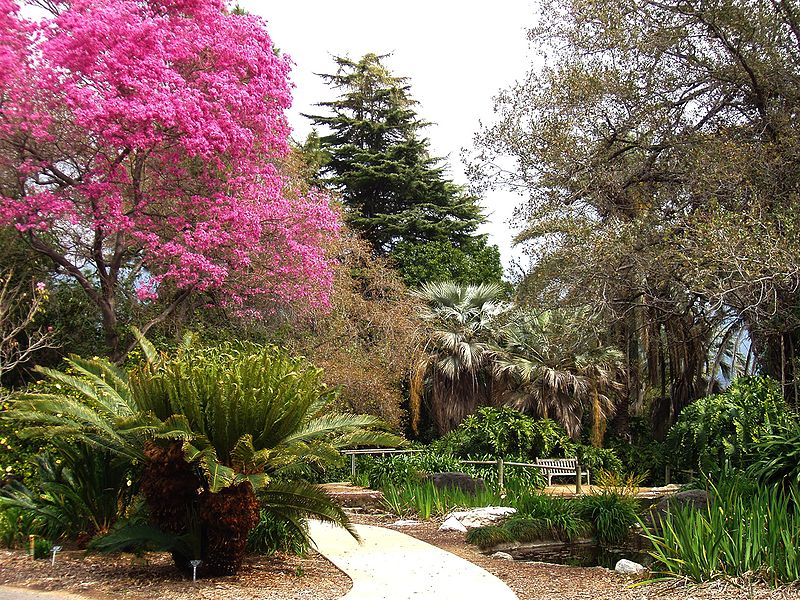
Parte alta de la colina.

Las especies presentes en el arboreto se encuentran agrupadas por procedencia geográfica con jardines de:
- Suramérica,
- Mediterráneo
- Sur de África, con la selva espinosa de Madagascar.
- Australia
- Asia
- Norteamérica.

Otras presentaciones incluyen:
- Humedal y plantas acuáticas
- Pradera
- Exhibición de jardines de casas particulares
- Jardín de todas las estaciones del año
- Jardín prehistórico y jungla
- Colección de robles nativos
- Colección de especies de porte herbáceo
- Colección de Palmas
- Colección de Bambús.

Entre las especies Orchidaceae, Myrtaceae, Acacia (110 spp., 120 taxones), Aloe (32 spp., 32 taxones), Callistemon (21 spp.,) Ficus (54 taxones), Juniperus (130 taxones), Magnolia (76 taxones), Melaleuca.
Además, el arboreto alberga a una bandada de unos 200 especímenes de pavo real de la India, que son descendientes de los pájaros originales importados por Baldwin de la India en 1880 (el pavo real es un símbolo de la ciudad de la Arcadia). El Pavo real puede también ser encontrado en las vecindades que rodean el arboreto.

## Santa Anita Depot
En 1970, los hangares de Santa Fe Railway fueron trasladados al Arboreto durante la construcción de la carretera 210 Foothill Freeway. Fue construido en 1890 para servir a Lucky Baldwin, y a la gente de Rancho Santa Anita. Actualmente, el hangar está amueblado con recuerdos del ferrocarril y está abierto al público para ser visitado. Se han rodado numerosas películas en la estación, incluyendo el remake de Christmas in Connecticut, con el reparto de actores de Dyan Cannon, Arnold Schwarzenegger (también dirigido), y Kris Kristofferson.

## Películas
Numerosas películas han sido rodadas en el arboretum incluyendo partes de las dos películas de Jurassic Park y Anaconda.
El "Queen Anne Cottage" que se ubica aquí, sale en las escenas de apertura del espacio de TV La isla de la fantasía. La casa es usada también en un episodio de la serie de TV se ha escrito un crimen.
La película Fired Up! también fue grabada aquí.